# Atomaria deubeli
Atomaria deubeli is een keversoort uit de familie harige schimmelkevers (Cryptophagidae). De wetenschappelijke naam van de soort werd in 1903 gepubliceerd door Holdhaus.